# Trichomma albicoxum
Trichomma albicoxum är en stekelart som beskrevs av Morley 1913. Trichomma albicoxum ingår i släktet Trichomma och familjen brokparasitsteklar. Inga underarter finns listade i Catalogue of Life.